# 巴倫支堡
巴倫支堡（挪威語：Barentsburg）是挪威冷岸群島的第二大定居点。人口約850人，大多是俄羅斯人和烏克蘭人。距離隆雅市約55公里。主要產業是煤礦的採掘。

## 關連項目
- 威廉·巴伦支

## 外部連結
- 维基导游上有關巴倫支堡的旅行指南
- Barentsburg Research Base